# Junge Welt-Pokal 1967
Der Junge Welt-Pokal 1967 war die 19. Auflage des höchsten Fußball-Pokalwettbewerbs der Altersklasse 16–18 auf dem Gebiet der DDR, der vom Zentralrat der FDJ in Verbindung mit dem Jugendausschuss der Sektion Fußball der DDR veranstaltet und durchgeführt wurde. Er begann am 18. Dezember 1966 mit der 1. Runde (Achtelfinale) und endete am 11. März 1967 mit dem Finale in Gera. Dabei konnte der BFC Dynamo, durch ein 3:2 im Finale gegen den FC Rot-Weiß Erfurt den Pokalsieg aus dem Vorjahr erfolgreich verteidigen.

## Teilnehmende Mannschaften
Am Junge Welt-Pokal der Junioren (A-Jugend) für die Altersklasse (AK) 16–18 nahmen neben dem Pokalverteidiger, die Pokalsieger aus Ost-Berlin und den 14 Bezirken auf dem Gebiet der DDR teil. Spielberechtigt waren Spieler bis zum 18. Lebensjahr (Stichtag: 1. Juni 1948 bis 31. Mai 1950).
Folgende Mannschaften nahmen am Junge Welt-Pokal teil:
| - Bezirk Rostock SG Dynamo Wismar - Bezirk Schwerin SG Dynamo Schwerin - Bezirk Neubrandenburg BSG Lokomotive Malchin - Bezirk Potsdam BSG Motor Süd Brandenburg - Ost-Berlin 1. FC Union Berlin | - Bezirk Frankfurt (Oder) BSG Stahl Eisenhüttenstadt - Bezirk Magdeburg 1. FC Magdeburg - Bezirk Halle HFC Chemie - Bezirk Leipzig 1. FC Lokomotive Leipzig - Bezirk Cottbus BSG Energie Cottbus | - Bezirk Dresden FSV Lokomotive Dresden - Bezirk Karl-Marx-Stadt BSG Motor Zwickau - Bezirk Erfurt FC Rot-Weiß Erfurt - Bezirk Gera FC Carl Zeiss Jena - Bezirk Suhl BSG Kali Werra Tiefenort |
| BFC Dynamo (Pokalverteidiger) | | |

## Modus
Der Wettbewerb wurde im K.-o.-System ausgetragen und es wurde versucht, in 80 Minuten einen Gewinner auszuspielen. Bei unentschiedenem Ausgang war eine Verlängerung vorgesehen, bevor ein Wiederholungsspiel mit getauschtem Heimrecht angesetzt wurde. Konnte auch hier kein Sieger ermittelt werden, war ein Losentscheid vorgesehen.

## 1. Runde (Achtelfinale)
| Datum                |                            | Ergebnis |                           |
| -------------------- | -------------------------- | -------- | ------------------------- |
| So 18.12., 13:30 Uhr | BSG Stahl Eisenhüttenstadt | 3:1      | BSG Lokomotive Malchin    |
| So 18.12., 13:30 Uhr | 1. FC Magdeburg            | 2:0      | SG Dynamo Schwerin        |
| So 18.12., 13:30 Uhr | SG Dynamo Wismar           | 0:1      | BFC Dynamo                |
| So 18.12., 13:30 Uhr | HFC Chemie                 | 4:1      | BSG Motor Süd Brandenburg |
| So 18.12., 13:30 Uhr | BSG Motor Zwickau          | 2:0      | 1. FC Lokomotive Leipzig  |
| So 18.12., 12:15 Uhr | FSV Lokomotive Dresden     | 1:5      | FC Rot-Weiß Erfurt        |
| So 18.12., 13:30 Uhr | 1. FC Union Berlin         | 0:1      | BSG Energie Cottbus       |
| So 18.12., 13:30 Uhr | BSG Kali Werra Tiefenort   | 3:2      | FC Carl Zeiss Jena        |

## 2. Runde (Viertelfinale)
| Datum                |                     | Ergebnis |                            |
| -------------------- | ------------------- | -------- | -------------------------- |
| So 08.01., 13:30 Uhr | BSG Motor Zwickau   | 4:1      | BSG Stahl Eisenhüttenstadt |
| So 08.01., 13:30 Uhr | FC Rot-Weiß Erfurt  | 4:1      | BSG Kali Werra Tiefenort   |
| So 08.01., 13:30 Uhr | BFC Dynamo          | 3:0      | HFC Chemie                 |
| So 08.01., 13:30 Uhr | BSG Energie Cottbus | 2:0      | 1. FC Magdeburg            |

## 3. Runde (Halbfinale)
| Datum                |                    | Ergebnis |                     |
| -------------------- | ------------------ | -------- | ------------------- |
| So 26.02., 14:00 Uhr | FC Rot-Weiß Erfurt | 1:0      | BSG Energie Cottbus |
| So 26.02., 14:00 Uhr | BFC Dynamo         | 1:0      | BSG Motor Zwickau   |

## Spiel um Platz 3
Das Spiel um Platz 3 wurde im Stadion der Freundschaft von Gera ausgetragen und vom Oberliga-Schiedsrichter Bernd Trautvetter (Immelborn) geleitet.
| Datum                                                                            |                     | Ergebnis |                   |
| -------------------------------------------------------------------------------- | ------------------- | -------- | ----------------- |
| Sa 11.03., 09:15 Uhr                                                             | BSG Energie Cottbus | 2:1      | BSG Motor Zwickau |
| 0:1 Gerd Schellenberg (18.), 1:1 Matthias Jahn (44.), 2:1 Werner Szymanski (63.) |                     |          |                   |

## Finale
Das Finale fand als Vorspiel der Oberligapartie BSG Wismut Gera – F.C. Hansa Rostock (17. Spieltag) im Stadion der Freundschaft von Gera statt.
| Paarung            | FC Rot-Weiß Erfurt – BFC Dynamo |
| Ergebnis           | 2:3 (1:2) |
| Datum              | Samstag, 11. März 1967 um 13:00 Uhr |
| Stadion            | Stadion der Freundschaft, Gera |
| Zuschauer          | 9.000 |
| Schiedsrichter     | Helmut Bader (Bremen/Rhön) |
| Tore               | 0:1 Kempke (30.) 1:1 Schulenberg (34., Foulstrafstoß) 1:2 Kempke (39.) 2:2 Schulenberg (67.) 2:3 Schütze (76.)                                                                                         |
| FC Rot-Weiß Erfurt | Flöhl – Peter Matuszewski, Günter Birr, Joachim Balven, Thomas Menge – Wolfgang Reinhardt, Franz Egel – Ulrich Wesche, Walter Heintz, Wilhelm Laslop, Ralf Schulenberg Cheftrainer: Siegfried Vollrath |
| BFC Dynamo         | Hans-Gustav Creydt – Ulrich Schulz, Gipser, Fischer, Grebe – Rose, Peter Rohde – Voigt, Bernd Kempke, Harald Schütze, Nowak Cheftrainer: Hans Geitel                                                   |
| Besonderheiten     | Laslop schob in der 59. Minute einem Foulstrafstoß neben das Tor. |